# フランコ・マウリッリ
フランコ・マウリッリ（伊語：Franco Maurilli、日本名：細川 正直）は、イタリアローマ出身の言語学者。音楽学者。芸術評論家。

## 経歴
イタリア、ローマ出身。15歳の時、バチカン内に住み神父の勉強をする。18歳の時に当時の徴兵制度で軍隊に入る。軍隊で特別に許可を得て美術、音楽、文学などを学び、芸術の基礎を築く。フィレンツェの美術学校を卒業後、ヨーロッパで最大手の楽譜とレコードの出版社へ入社。そこで当時、聖チェチーリア音楽院に留学中の日本人女性と運命的な出会いを果たす。彼女が帰国後、後を追うように日本へ向かい、その後結婚する。日本人に帰化し細川正直となる。日本では大学でイタリア語、オペラを教える傍ら河合出版、全音楽譜出版社、ドレミ楽譜出版社と共にオペラの普及活動を行う。著書はドレミ楽譜出版社の『イタリアオペラアリア名曲集』シリーズが有名で、『ベッリーニ歌曲集』・『プッチーニ歌曲集』等も出版している。当時、日本ではオペラのイタリア語楽譜の流通が一般的ではなかった為、イタリア語楽譜の販売会社と直接交渉し、普及にも尽力した。また、イタリア文化の幅広い知識を活かし、イタリアのデザイン・タイル、アート・タイルの流通も行った。
2007年に画集「la Primavera ～イタリアの春～」にて初めて芸術評論家として参加。その後、評論家としての活動が認められ多数の美術展覧会や画集で評論及び審査を務める。代表的なものとしては国立新美術館で開催されている「エイズチャリティー美術展」、「未来へつなぐことば展」で審査、評論を務める。その他、ウィーン、クロアチア、セルビア、ドイツなどの交流企画にも芸術評論家として参加。
2015年、合同会社22世紀アートより監修として日露修好条約160周年記念文芸・文学選集「風雅」、及び22世紀へつなぐことばプロジェクト - 電子書籍版文芸・文学集「花物語と夢の音」を発刊予定。またドレミ楽譜出版社より2冊の音楽書籍の発刊を予定している。

## 出演
テレビドラマ 
- NHK「信長 KING OF ZIPANGU」 (オルガンティノ役 1992年)

## 著書
以下はすべてドレミ楽譜出版社より出版。
- 『イタリアオペラアリア名曲集 ソプラノ1』 (2001年12月20日)
- 『イタリアオペラアリア名曲集 ソプラノ2』 (2002年2月2日)
- 『イタリアオペラアリア名曲集 ソプラノ3』 (2002年3月6日)
- 『イタリアオペラアリア名曲集 ソプラノ4』 (2002年5月8日)
- 『イタリアオペラアリア名曲集 ソプラノ5』 (2002年6月19日)
- 『ベッリーニ歌曲集』 (2004年2月3日)
- 『ベッリーニ オペラアリア名曲集 ソプラノ』(2004年4月28日)
- 『イタリアオペラアリア名曲集 テノール』 (2005年10月14日)
- 『カンツォーネ名曲選(1)』 (2007年7月24日)
- 『プッチーニ歌曲集』 (2008年4月17日)
- 『ヴェルディ歌曲集』 (2009年11月9日)
- 『イタリアオペラアリア名曲集 メゾソプラノ/アルト』 (2010年9月15日)
- 『ドニゼッティ オペラ アリア名曲集 ソプラノ』 (2010年12月1日)
- 『プッチーニ歌曲集』 (2011年5月19日)

## 共著
- 『イタリア近代歌曲集(2)』 (畑中良輔、1994年3月20日、全音楽譜出版社)
- 『イタリア近代歌曲集(3)』 (畑中良輔、2001年4月20日、全音楽譜出版社)
- 『トスティ歌曲集(2)』 (畑中良輔、1998年12月10日、全音楽譜出版社)
- 『ロッシーニ声楽作品集』 (畑中良輔、1998年12月10日、全音楽譜出版社)
- 『トスティ50番』 (畑中良輔、2005年7月1日、全音楽譜出版社)
- 『モーツァルト コンサート アリア選集 ソプラノ』 (中島克磨、2006年6月22日、ドレミ楽譜出版社

## 評論 ・審査・監修
展覧会
国内
- 『第11回〜17回 エイズチャリティー美術展』 国立新美術館 審査
- 『第8回 美の継承展』 鎌倉芸術館 監修 (2014年10月10日 - 13日)
- 『未来へつなぐことば展 2013』 赤レンガ倉庫 監修 (2013年12月2日 - 5日)
- 『第7回 美の継承展』 鎌倉芸術館 監修 (2013年8月17日 - 20日)
- 『Life is Art展 in 神戸』 原田の森ギャラリー 監修 (2013年7月3日 - 7日)
- 『SAKURA展』 京都市勧業館みやこめっせ 評論 (2012年3月30日 - 4月2日)
- 『Art Summit in 沖縄』 万国津梁館 評論 (2011年5月13日 - 15日)
- 『Voyage 〜地中海芸術紀行〜展』 赤レンガ倉庫 評論 (2010年7月30日 - 8月2日)
- 『EPMO Art〜芸術の彩〜展』 奈良県文化会館 評論 (2009年7月16日 - 7月19日)
- その他多数

海外
- 『うたかた ～ベルリン国際芸術祭』 ベルリン 評論 (2014年4月9日 - 20日)
- 『日本・クロアチア国際芸術交流祭』 クロアチア 評論 (2013年9月10日 - 10月6日)
- 『ひかり-HIKARI-』展覧会 セルビア 評論 (2012年9月6日 - 9月27日)
- 『JAPORHYTHM』展覧会 ウィーン 評論 (2010年12月17日- 19日)

書籍
- 『JAPORHYTHM ～日墺芸術交響曲～』ウィーン 監修 (2011年1月)
- 『VOYAGE ～地中海芸術紀行～』ギリシャ 監修 (2010年10月)
- 『暁 ～日本トルコ友好120周年記念画集～』トルコ 監修 (2010年4月)
- 『SANCTUARY ～美の聖域～ レンブラント没後340周年＆日蘭通商400周年』オランダ 監修 (2009年12月)
- 『一期一会 ～日墺修好140周年記念画集』オーストリア 監修 (2009年10月)
- 『la Primavera ～イタリアの春～』イタリア 監修 (2007年7月)